# Char B1

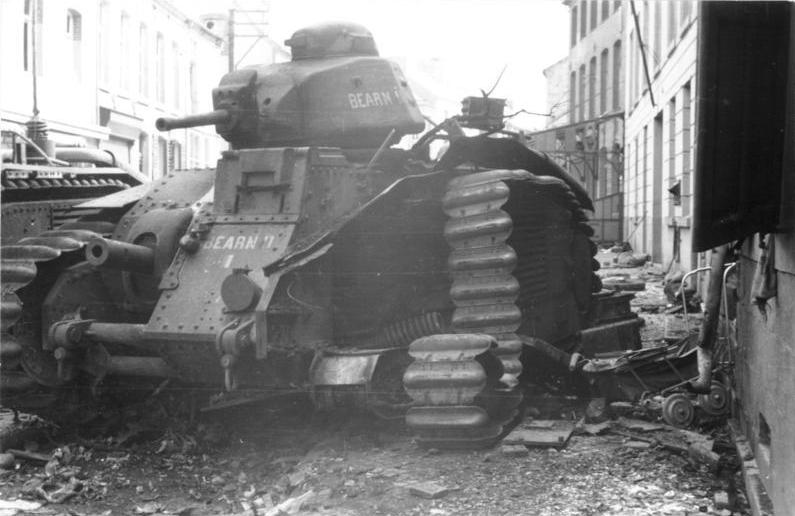
A francia 37. páncéloszászlóalj egyik kilőtt B1-je Beaumont-ban 1940. május 16-án

A Char B1 nehéz harckocsi egy első világháborús mintára épített, a gyalogság támogatására szánt harckocsi. Tervezett feladatköre első világháborús mintára a front áttörése, és a gyalogság támogatása. Ennek megfelelően a korabeli harckocsikhoz képest a páncélja jóval erősebb, már az első változat elöl és oldalt 40 mm-es páncélzattal rendelkezett. A világ leghosszabb ideig fejlesztett második világháborús harckocsija, a projekt kiírásától számítva 15 év telt el, míg 1936-ban hadrendbe állt a típus.

## Felépítése

### Fejlesztés
Franciaország az első világháborúban 3 harckocsit állított hadrendbe (Schneider CA1, FAMH Saint-Chammond, Renault FT), plusz a háború után a háborúban tervezett FCM 2C szupernehéz harckocsit 1921-ben. Ezek a típusok nem voltak minden szempontból ideálisak, ezért a francia harckocsifejlesztés atyja, Jean Baptiste Eugène Estienne tábornok még 1919-ben kiírt egy pályázatot, ahol a legfontosabb irányelvek a következők voltak:
- Egy 75 mm-es löveg a gyalogság támogatására
- Toronyba helyezett géppuskák (kiváltva a minden oldalon külön géppuskákat)
- Minimum 25 mm-es páncélzat
- Korlátozott tömeg a megfelelő fajlagos teljesítmény fenntartására (max. 14 tonna)

Franciaországban a cégek versengésének köszönhetően a fejlesztés igen lassú volt, és a versenytársak gyakran szabotálták egymást. Ezt elkerülendő Estienne 1000 darabra szóló megrendelést ígért, de a leendő harckocsival kapcsolatos szabadalmak a francia állam tulajdonába kerültek.
A pályázaton a Renault, a Schneider, a FAMH és az FCM cégek indultak, a Renault és a Schneider együtt pályázott, de két típussal, az SRA-val és az SRB-vel. A pályázat teljes kudarc volt, de végül az SRB lett az új harckocsi alapja de a FAMH felfüggesztésével, az FCM lánctalpával és vastagabb páncélzattal, viszont a futóművet át kellett tervezni, mert a változtatások hatására a tömeg 22 tonnára nőtt. A végleges prototípusok végül 1929-1930-ban épültek meg, de a testbe szánt tarackot csak 1930-ban állították hadrendbe. A tesztek 1933-ban indultak meg, amik után 1936-ban hadrendbe állították a típust, és megkezdték az első, 39 példányból álló sorozat gyártását. A végleges típus 28 tonnát nyomott.
Az első típus, a B1 fegyverzete egy 47 mm-es rövid csövű lövegből, egy 75 mm-es tarackból és 2 db 7,5 mm-es MAC mle. 1931-es géppuskából állt. A toronyba épített löveg páncélátütése viszont elégtelen volt, és a maximális páncélzat is csak 40 mm-es volt. Rádiója egy ER51 típusú morzerádió volt. 39 példány után áttértek a megerősített B1 bis változatra, ami már 60 mm frontpáncélzattal rendelkezett, tornyában pedig már egy erősebb, 34 kaliberhosszú 47 mm-es SA 35-ös löveget hordozott. Rádiója a jobb ER51-es volt, ami már hangkommunikációra is alkalmas volt. Erősebb motort kaptak, bár a 75 mm-es tarack lőszerkészletét 80-ról 74-re csökkentették.

### Konstrukció
A típus végsebessége úton 28, terepen 21 km/h, ami bár alacsony, de a franciák nem tartották komoly problémának, mert a gyalogság támogatására szánták. Erős toronypáncélzatuk leküzdésére a Pz III harckocsik sem voltak alkalmasak (sokszor még a Pz IV ausf. C változat rövid csövű 75 mm-es lövegei sem), ugyanakkor a Char B1 75 mm-es lövege hatékony volt az összes akkor hadrendben állt német páncélossal szemben. Hátránya viszont a gyenge manőverező képesség miatt a merev rögzítésű löveg körülményes célzási lehetősége volt.
A tankot egy hathengeres 307 lóerő csúcsteljesítményű Renault motor hajtotta. A jármű vastag páncélzata miatt nőtt a fogyasztása, ezzel csökkent a hatótávolsága. E problémát a személyzet alapos kiképzésével és páncélozott üzemanyag-szállítókkal orvosolták.
A 47 mm-es löveg 670m/s-os sebességével a kor összes német harckocsi páncélját képes volt átütni. Másodfegyverzetét két a toronnyal párhuzamosított Riebel géppuska képezte. A toronyban elhelyezkedő fegyvereket a parancsnok kezelte. A homlokpáncélzatba épített 75mm-es, L/17-es kaliberhosszúságú ágyút csak fel-le lehetett mozgatni. Ha oldalra akartak lőni az egész járművet el kellett forgatni. Hátrány volt, hogy éles helyzetben a vezetőnek a tankon kívül ezt is irányítania kellett.
A tank páncélzatát 60mm-es acéllemezek alkották, amely e korszakban igen vastagnak számított. A lemezeket szegecseléssel rögzítették, de a tornyot öntéssel készítették. A motor páncélzata vékony volt, ha a motortért oldalról érte találat, akár fel is robbanhatott a motor.

## B1 ter

### Előzmények
A B1 ter a B1 bis továbbfejlesztése volt, ami az előd 60 mm-es front- és 55 mm-es oldalpáncéljával szemben már 75 mm-es fronttal és 70 mm-es oldalpáncélzattal rendelkezett. Az első prototípus a 101-es prototípus átépítése volt, viszont a tesztek után a franciák felismerték, hogy a korábbi B1 alapmodell prototípusa nem ad megfelelő képet a leendő típus valódi teljesítményéről, ezért a további prototípusok a B1 bis áttervezett változatai lettek. A motor teljesítménye 307-ről 350 lóerőre nőtt, viszont a tömeg 36,6 tonnára nőtt. A tarack már nem fixen került beépítésre, hanem már vízszintesen 5 fokkal ki lehetett téríteni. A prototípusok a kimenekítés közben az őket szállító hajóval együtt elsüllyedtek. Nem került sorozatgyártásba.

## Változatai
A paraméterek kicsiny változtatásával jött létre a Char B2 változat, amelyben leglényegesebb eltérésként a 47 mm-es toronylöveg hosszú csövűre cserélése említhető. Ez lényegében a németek a által a Franciaországi hadjárat idején zsákmányolt B1-es melyből a 75mm-es löveget eltávolították, és Pz.B2(f) néven szolgálatba állították. Char B1 "ter" a B1 "bis" továbbfejlesztett változata volt, erősebb páncéllal, oldalról eltávolításra került a hűtőrács és erősebb motort illetve erőátviteli rendszert kapott, ami miatt javult a mobilitása. 
A Char B1 Bis "char de bataille" (Harci tank) 15 év fejlesztés után állt hadrendbe.

## Egyéb adatai
- Árokáthidaló képesség: 2,75 m
- Lépcsőmászó képesség: 0,93 m
- Lőszerjavadalmazás: 74 db 75 mm-es, 50 db 47 mm-es, 5100 db GPU